# ナーサン空港
ナーサン空港（ナーサンくうこう、越: Sân Bay Nà Sản、英: Na San Airport）は、ベトナム社会主義共和国ソンラ省マイソン県にある空港。IATAコードは「SQH」。

## 概要
現在、空港が閉鎖されているため、ナーサンへの定期便は無い。2015年1月、空港のアップグレードが提案され、2030年までのビジョンを備えた2020年の修正計画によると、ナーサン空港は2020年までに年間90万人の乗客、2030年までに150万人の乗客の受け入れができる多目的国内空港になり、単一の滑走路2,600mに拡張されまする予定。しかし、ナーサン空港は、2018年2月に発表されたベトナムの航空輸送開発の修正計画から削除された。これにより、ソンラ省最寄りは、ナーサン空港の西110 kmにあるディエンビエンフー空港が残り、将来は不透明なままとなっている 。
2021年2月、ソンラ省人民委員会は運輸省に、2021年から2030年までの優先投資リストにナーサン空港を追加するよう要請を提出し、空港は「国防にとって重要な戦略的重要性」を持っていると述べた。同人民委員会レ・ホン・ミン副委員長によると、北西部の姉妹空港であるディエンビエンフー空港は、滑走路が非常に短く、盆地の真ん中にあるため、滑走路を長くすることができず、A320などの大型航空機を収容できない問題があるとしている 。2022年8月、ソンラ省人民委員会は正式に官民パートナーシップ方式による提案を首相に提出した。
。

## 歴史
- 1950年 フランス軍によって前哨基地の一部として建設される。
- 1953年8月 フランス軍撤退による放棄[4]。
- 1958年 ベトナム航空により、ハノイ・ザーラム空港からAn-2 (航空機)にて航空路が開設される[5]。
- 1994年から2004年5月まで、アップグレードのため閉鎖となった後、使用されていない。

## 就航航空会社と就航都市

### 過去に運航されていた路線
| 航空会社     | 就航地                 |
| ------------ | ---------------------- |
| ベトナム航空 | ザーラム空港（ハノイ） |